# Francesco Sassano
Francesco Sassano (Monreale, 2 gennaio 1915 – Monreale, 25 marzo 1946) è stato un carabiniere italiano.

## Biografia
Nacque a Monreale il 2 gennaio 1915. Arruolatosi nell'arma dei carabinieri durante la seconda guerra mondiale fu inviato in Libia. Nell'immediato dopoguerra si occupò di delicatissime indagini che riguardavano i banditi e gli ambienti malavitosi, che in quegli anni si impossessarono dei territori siti nel palermitano. Nella seconda metà degli anni Quaranta si impegnò a dare la caccia ai banditi di Salvatore Giuliano, prestando servizio presso il Comando forze repressione banditismo di Palermo, arrivando ad affermare pubblicamente che avrebbe ucciso Giuliano se solo lo avesse incontrato, con un colpo di pistola. Tuttavia Sassano fu uno dei pochi carabinieri che a quel tempo non si fecero condizionare dall'ardua condizione in cui i territori palermitani si trovavano, e decise quindi di catturare Giuliano e la sua banda. La banda di Giuliano infatti provocò un'enorme situazione di terrore che gli abitanti del posto vivevano quotidianamente; erano inoltre molto frequenti gli omicidi per mano mafiosa.                                       
La mattina del 25 marzo 1946 Sassano si trovava in licenza a Pioppo, dove il 3 gennaio la banda di Giuliano aveva già tentato di assaltare la caserma dei carabinieri, improvvisamente tre uomini armati di mitra fecero irruzione all'interno della sua abitazione, davanti agli occhi delle due sorelle in quel momento presenti e portarono Sassano verso la montagna e lo uccisero a colpi di mitra. Prima di abbandonare il corpo nelle campagne gli aguzzini lasciarono un biglietto in cui c'era scritto: "Questa è la fine delle spie di Giuliano". Successivamente Giuliano rivelò la motivazione del suo omicidio.

## Memoria
Il 15 luglio 1947 nella seduta dell'Assemblea Costituente, Girolamo Li Causi durante il suo intervento lo ricorderà insieme ad altri caduti delle forze dell'ordine nella lotta al banditismo in Sicilia.
Nel 2024 gli è stato dedicato un ritratto nei pressi della stazione dei carabinieri di Pioppo.